# كابول (عمارة)

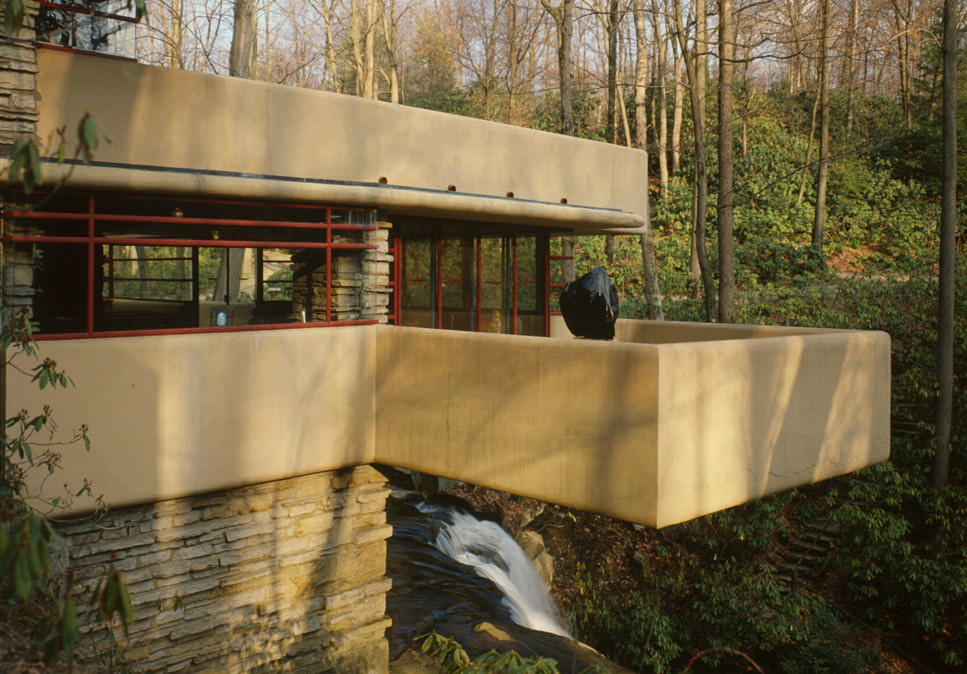
نتوء شرفة منزل فولينوتر (Fallingwater) ، تصميم فرانك لويد رايت (Frank Lloyd Wright).

الكابول أو الرافدة الناتئة أو جائز بارز  (بالإنجليزية: Cantilever)‏ هو جسر مرتكز  على طرف واحد فقط. كما يمكن ان يشيد دون دعامات.
الكابول هو عنصر إنشائي صلب مثل الجائز أو البلاطة، مثبت في أحد طرفيه على دعم (عمودي عادة) يبرز عنه، ويمكن أن يكون عموديًا على سطح مستو شاقولي مثل الجدار. يمكن بناء الكابول مع جملون أو بلاطة خرسانية. عند تعرض الكابول لحمل إنشائي ينقله إلى الدعم حيث يطبق عليه إجهاد القص وعزم الانحناء.
يسمح الكابول بتدلي الهياكل دون دعامات خارجية، على النقيض من الإنشاءات التي تكون مدعومة من كلا طرفيها ومع الأحمال المطبقة بين الدعامتين، مثل الجائز البسيط الذي يمكن العثور عليه في نظام الساكف والعتب.

## في الجسور والأبراج والأبنية
عُثر على الكابول على نطاق واسع في العديد من الإنشاءات لا سيما في الجسر الكابولي والشرفات. يُبنى الكابول عادة كأزواج في الجسور الكابولية، ويُستخدم كل كابول لدعم أحد طرفي القسم المركزي. يُعد الجسر الرابع في اسكتلندا مثالًا على الجسر الجملوني الكابولي. يُسمى الكابول في المبنى التقليدي ذي الإطار الخشبي جيتي أو فورباي. نوع الحظيرة التاريخية في جنوب الولايات المتحدة، هو الحظيرة الكابولية المصنوعة من هيكل خشبي.
تُستخدم الكابولات المؤقتة في البناء. يصنع الهيكل الذي يُبنى جزئيًا كابولًا لكن المبنى مكتمل البناء لا يعمل بمثابة كابول. يُعد هذا الأسلوب مفيدًا عندما لا يمكن استخدام الدعامات المؤقتة أو السقالات المؤقتة لدعم الهيكل أثناء بنائه (على سبيل المثال، فوق طريق مزدحم أو وادٍ عميق). وهكذا تُبنى بعض جسور الأقواس الجملونية من كل جانب على شكل كابول حتى تصل المسافات بين الركائز إلى بعضها البعض، ثم يجري تفكيكها لتطبيق الضغط عليها قبل الوصل الأخير. بُنيت جميع الجسور المدعومة بالكوابل تقريبًا باستخدام الكابول، الذي يُعد من مزاياها الرئيسية. بُنيت العديد من جسور العوارض الصندوقية بشكل جزئي أو من خلال قطع قصيرة. يُناسب هذا النوع من البناء جيدًا عملية موازنة الأبنية الكابولية، إذ يُبنى الجسر بكلا الاتجاهين من دعامة واحدة.
تعتمد هذه الهياكل بشكل كبير على عزم الدوران والتوازن الدوراني لاستقرارها.
استخدم فرانك لويد رايت الكابول في التطبيقات المعمارية في بيت الشلال لتنفيذ الشرفات الكبيرة. وأصبح الجناح الشرقي في ملعب إيلاند رود عند اكتمال بنائه في ليدز، أكبر كابول في العالم، إذ يتسع لنحو 17000 متفرج. يستخدم السقف المبني فوق المدرجات في أولد ترافورد كابولًا، كي لا تعرقل الدعامات الرؤية في الملعب. امتلك ملعب ميامي القديم الذي هُدم لاحقًا، سقفًا مشابهًا فوق منطقة الجمهور. يقع أكبر كابول في أوروبا في سانت جيمس بارك في نيوكاسل أبون تاين، في ملعب نيو كاسل إف سي.
تُعد أبراج الراديو (الرأسية) التي تُنفذ دون استخدام أسلاك الشد، والمداخن التي تقاوم هبوب الرياح بفعل الكابول المنشأ في قواعدها، أمثلة أقل وضوحًا عن الكابول.

## الطائرات
هناك استخدام آخر للكابول هو تصميم الطائرات ذات الأجنحة الثابتة، الذي ابتكره هوغو يونكرز في عام 1915. تحمل أجنحة الطائرات المبكرة حمولاتها عادة باستخدام جناحين (أو أكثر) من خلال تكوين ثنائي السطح مثبتين بأسلاك ودعامات. يشبه ذلك جسور الجملون، التي طورها أوكتاف تشانوت وهو مهندس جسور السكك الحديدية. ثُبتت الأجنحة بأسلاك متقاطعة بحيث تبقى متوازنة، وكذلك استُخدمت الأسلاك من الأمام إلى الخلف لمقاومة الالتواء، بحيث تعمل بشكل قطري بين مثبتات الدعامة المجاورة. ولدت الكابلات احتكاكًا كبيرًا وكانت هناك تجارب مستمرة لطرق التخلص منها. 